# 10041 Parkinson
A 10041 Parkinson (ideiglenes jelöléssel 1985 HS1) a Naprendszer kisbolygóövében található aszteroida. Carolyn S. Shoemaker és Eugene Merle Shoemaker fedezte fel 1985. április 24-én.